# Archaeodictyna condocta
Archaeodictyna condocta är en spindelart som först beskrevs av O. Pickard-Cambridge 1876.  Archaeodictyna condocta ingår i släktet Archaeodictyna och familjen kardarspindlar. Inga underarter finns listade i Catalogue of Life.